# Hideaki Kitajima
Hideaki Kitajima (jap. 北嶋 秀朗, Kitajima Hideaki; * 23. Mai 1978 in Narashino) ist ein ehemaliger japanischer Fußballspieler und heutiger Fußballtrainer.

## Karriere

### Spieler

#### Verein
Von 1997 bis 2012 stand er bei Kashiwa Reysol unter Vertrag. Der Verein aus Kashiwa spielte in der ersten Liga, der damaligen J. League Division 1. Von Januar 2003 bis Dezember 2005 wurde er an den Ligakonkurrenten Shimizu S-Pulse ausgeliehen. Die Rückrunde 2012 wurde er an den Zweitligisten Roasso Kumamoto ausgeliehen. 2005 musste er mit Kashiwa in die zweite Liga absteigen. Ein Jahr später stieg er mit dem Verein als Vizemeister direkt wieder in die erste Liga auf. 2011 feiert er mit dem Verein die japanische Meisterschaft. Nach seiner Ausleihe zu Roasso Kumamoto wurde er am 1. Januar 2013 fest von Roasso unter Vertrag genommen. Hier spielte er noch eine Saison. Nach der Saison 2013 beendete er seine Karriere als Fußballspieler.

#### Nationalmannschaft
2000 debütierte Kitajima für die japanische Fußballnationalmannschaft. Kitajima bestritt drei Länderspiele und erzielte dabei eins Tor. Mit der japanischen Nationalmannschaft qualifizierte er sich für die Asienmeisterschaft 2000.

### Trainer
2014 war Hideaki Kitajima Mitarbeiter im Nachwuchsleistungszentrum seines ehemaligen Vereins Roasso Kumamoto. Das Amt des Co-Trainers bei dem Zweitligisten Roasso übernahm er im Februar 2015. Ein Jahr später nahm ihn der Erstligist Albirex Niigata aus Niigata als Co-Trainer unter Vertrag. Nach einer Saison kehrte er als Co-Trainer zu seinem ehemaligen Verein Roasso zurück. Nach drei Spielzeiten wechselte er als Co-Trainer zum Zweitligisten Ōmiya Ardija. Am 1. Februar 2023 übernahm er das Traineramt beim Viertligisten Criacao Shinjuku.

## Erfolge

### Spieler

#### Verein
Kashiwa Reysol
- Japanischer Meister: 2011
- Japanischer Pokalsieger: 2012
- Japanischer Ligapokalsieger: 1999
- Japanischer Supercup-Sieger: 2012

#### Nationalmannschaft
- Asienmeisterschaft: 2000